# إرميسيند القرقشونية

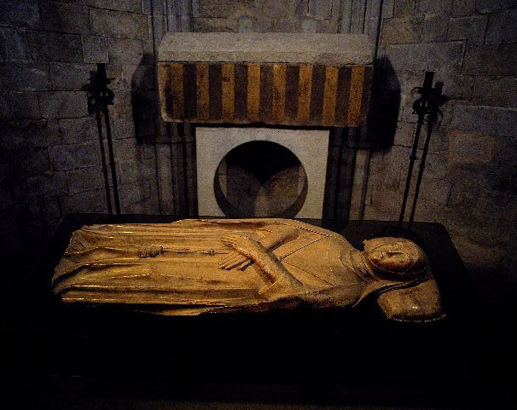
ضريح إرمسيند.

إرمسيند من قرقشونة (972 - 1057م) هي إحدى نبيلات جنوب فرنسا، كانت ابنة روجر الأول كونت قرقشونة، وتزوَّجت من ريموند بورل كونت برشلونة. أصبح ابنها برانجيه ريموند الأول فيما بعد كونتاً لبرشلونة هو الآخر. أصبحت نشطة سياسياً بعد زواجها من ريموند كونت برشلونة، وكانت تترأس الاجتماعات والمحاكم، ثم بعد موت زوجها في عام 1018 كان ابنها برانجيه صغير السنّ للحكم وحده، فتولَّت الوصاية عليه حتى عام 1023. لكن حتى بعد انتهاء فترة الوصاية، رفضت التخلّي عن سلطتها السياسية، واستمرَّت بمشاركة ابنها في حكم كونتية برشلونة، وعلى عكس ابنها فقد كانت مؤيّدة للحرب ضدَّ المسلمين في الأندلس، خصوصاً لإرضاء نبلاء الكونتية. حتى بعد وفاة ابنها في عام 1035، ظلَّت تحكم الدولة بالوصاية على حفيدها ريموند برانجيه الأول، وذلك حتى بلغ سنَّ الحكم في عام 1044.